# Torneo Apertura 2010 (Paraguay)
El Torneo Apertura 2010 (Copa Tigo-Visión Banco, por motivos comerciales), denominado "Don Juan Antonio Sosa Gautier", en homenaje a quien fuera presidente del Club Guaraní y de la otrora Liga Paraguaya de Fútbol, fue el centésimo segundo campeonato oficial de Primera División organizado por la Asociación Paraguaya de Fútbol (APF). Se inició el sábado, 30 de enero, y llegó a su fin el martes, 1 de junio.
Conquistó el título de campeón el Club Guaraní, por décima vez en su historia.

## Sistema de competición
El modo de disputa implementado fue, como en temporadas anteriores, el de todos contra todos a partidos de ida y vuelta, es decir a dos rondas compuestas por once jornadas cada una con localía recíproca. Se convierte en campeón el equipo que acumula la mayor cantidad de puntos al término de las 22 jornadas. En caso de haberse producido igualdad entre dos contendientes, habrían definido el título en un partido extra. Si hubieran sido más de dos, se resolvía según los siguientes parámetros:
1) saldo de goles;
2) mayor cantidad de goles marcados;
3) mayor cantidad de goles marcados en condición de visitante;
4) sorteo.

## Producto de la clasificación
- El torneo coronó al campeón número 102 en la historia de la Primera División de Paraguay.

- Este obtuvo a su vez el acceso a la fase de grupos de la próxima edición de la Copa Libertadores de América.

## Relevo anual de clubes
| Ascendidos a la Primera División                            |
| ----------------------------------------------------------- |
| Sportivo Trinidense (Campeón de División Intermedia)        |
| Sport Colombia (2º de Intermedia y ganador de la promoción) |

| Descendidos a División Intermedia                           |
| ----------------------------------------------------------- |
| 12 de Octubre (2º peor promedio y perdedor de la promoción) |
| 2 de Mayo (Peor promedio)                                   |

## Equipos participantes
| Equipos             | Entrenador        | Fundación               | Ciudad              | Estadio             | Capacidad |
| ------------------- | ----------------- | ----------------------- | ------------------- | ------------------- | --------- |
| 3 de Febrero        | Raúl Amarilla     | 20 de noviembre de 1970 | Ciudad del Este     | A. Oddone Sarubbi   | 28.000    |
| Cerro Porteño       | Pedro Troglio     | 1 de octubre de 1912    | Asunción            | General Pablo Rojas | 32.910    |
| Guaraní             | Félix Darío León  | 12 de octubre de 1903   | Asunción            | Rogelio Livieres    | 6.000     |
| Libertad            | Gregorio Pérez    | 30 de julio de 1905     | Asunción            | Dr. Nicolás Leoz    | 10.000    |
| Nacional            | Juan Battaglia    | 5 de junio de 1904      | Asunción            | Arsenio Erico       | 4.000     |
| Olimpia             | José Cardozo      | 25 de julio de 1902     | Asunción            | Manuel Ferreira     | 15.000    |
| Rubio Ñu            | Francisco Arce    | 24 de agosto de 1913    | Asunción            | La Arboleda         | 5.500     |
| Sol de América      | Alicio Solalinde  | 22 de marzo de 1909     | Villa Elisa         | Luis Alfonso Giagni | 5.000     |
| Sport Colombia      | Humberto Ovelar   | 1 de noviembre de 1924  | Fernando de la Mora | Alfonso Colmán      | 7.000     |
| Sportivo Luqueño    | Rolando Chilavert | 1 de mayo de 1921       | Luque               | Feliciano Cáceres   | 25.000    |
| Sportivo Trinidense | Roberto Passucci  | 11 de agosto de 1935    | Asunción            | Martín Torres       | 3.000     |
| Tacuary             | Óscar Paulín      | 10 de diciembre de 1923 | Asunción            | Roberto Béttega     | 7.000     |

El campeonato contó con la participación de doce equipos, en su gran mayoría pertenecientes al departamento Central.
Ocho son de la capital del país, Asunción; en tanto que tres provienen de ciudades cercanas a ésta, Fernando de la Mora, Luque y Villa Elisa. Finalmente, uno se localiza en una importante capital departamental, limítrofe con Brasil: Ciudad del Este.
Los únicos clubes que nunca abandonaron esta categoría (también conocida como División de Honor) son tres: Olimpia, Guaraní y Cerro Porteño, completando con este torneo 102, 101 y 96 participaciones respectivamente.

### Distribución geográfica de los equipos
| Región                      | Cant. | Equipos                                                                                |
| --------------------------- | ----- | -------------------------------------------------------------------------------------- |
| Distrito Capital            | 8     | Cerro Porteño, Guaraní, Libertad, Nacional, Olimpia, Rubio Ñu, Sp. Trinidense, Tacuary |
| Departamento Central        | 3     | S. Colombia, Sp. Luqueño, Sol de América                                               |
| Departamento de Alto Paraná | 1     | 3 de Febrero                                                                           |

## Reemplazo de entrenadores
| Equipos             | DT. ste.        | Cese          | DT. ete.         | Designación  |
| ------------------- | --------------- | ------------- | ---------------- | ------------ |
| Sol de América      | Daniel Sosa     | 1 de febrero  | Alicio Solalinde | 1 de febrero |
| Sportivo Trinidense | Raúl Amarilla   | 28 de febrero | Roberto Passucci | 3 de marzo   |
| 3 de Febrero        | Carlos Jara     | 21 de marzo   | Raúl Amarilla    | 22 de marzo  |
| Libertad            | Javier Torrente | 31 de marzo   | Gregorio Pérez   | 31 de marzo  |
| Nacional            | Ever Almeida    | 14 de abril   | Juan Battaglia   | 15 de abril  |

## Patrocinio
La empresa de telefonía celular, Tigo, y la institución bancaria de tipo microfinanciero, Visión Banco, son las encargadas de patrocinar todos los torneos realizados por la APF. El vínculo contractual con la primera se hizo efectivo a partir de 2008 con la celebración del torneo Apertura del mismo año. En tanto que la relación con el otro espónsor para respaldar cada campeonato se inició a principios de 2010, siendo este certamen el primero bajo su auspicio.
De esta manera, al brindar apoyo económico a cambio de publicidad, las empresas hacen entrega de los Cheque de Campeones. Tigo premia con un cheque de US$ 40.000 dólares para el campeón y US$ 10.000 dólares para el vicecampeón. Asimismo desde el 2010 Visión Banco hace entrega de otro cheque de US$ 15.000 dólares al ganador del campeonato.

## Clasificación
Fuente
| Pos. | Equipos             | PJ | PG | PE | PP | GF | GC | Dif. | Pts. |
| ---- | ------------------- | -- | -- | -- | -- | -- | -- | ---- | ---- |
| 1.   | Guaraní             | 22 | 15 | 4  | 3  | 43 | 20 | 23   | 49   |
| 2.   | Cerro Porteño       | 22 | 14 | 3  | 5  | 37 | 23 | 14   | 45   |
| 3.   | Olimpia             | 22 | 11 | 6  | 5  | 32 | 18 | 14   | 39   |
| 4.   | Libertad            | 22 | 11 | 5  | 6  | 33 | 15 | 18   | 38   |
| 5.   | Rubio Ñu            | 22 | 10 | 8  | 4  | 36 | 25 | 11   | 38   |
| 6.   | Nacional            | 22 | 10 | 5  | 7  | 31 | 22 | 9    | 35   |
| 7.   | Sportivo Luqueño    | 22 | 5  | 10 | 7  | 26 | 30 | -4   | 25   |
| 8.   | Sol de América      | 22 | 7  | 4  | 11 | 27 | 39 | -12  | 25   |
| 9.   | Sportivo Trinidense | 22 | 4  | 7  | 11 | 19 | 34 | -15  | 19   |
| 10.  | 3 de Febrero        | 22 | 5  | 4  | 13 | 17 | 32 | -15  | 19   |
| 11.  | Sport Colombia      | 22 | 4  | 5  | 13 | 21 | 40 | -19  | 17   |
| 12.  | Tacuary             | 22 | 3  | 5  | 14 | 20 | 44 | -24  | 14   |

## Resultados
Fuente
| L\V | 3FE | CER | GUA | LIB | NAC | OLI | RUB | SOL | SCO | SLU | TAC | TRI |
| --- | --- | --- | --- | --- | --- | --- | --- | --- | --- | --- | --- | --- |
| 3FE |     | 0:1 | 1:2 | 0:0 | 0:3 | 0:1 | 2:3 | 0:2 | 2:0 | 0:0 | 1:0 | 1:3 |
| CER | 2:1 |     | 1:3 | 0:2 | 3:0 | 0:0 | 1:1 | 1:0 | 4:1 | 1:0 | 1:0 | 4:1 |
| GUA | 1:1 | 1:2 |     | 1:0 | 2:2 | 2:1 | 3:2 | 3:1 | 1:0 | 2:0 | 5:2 | 2:0 |
| LIB | 3:0 | 3:0 | 2:1 |     | 0:0 | 0:0 | 2:1 | 3:4 | 3:0 | 0:1 | 0:0 | 0:1 |
| NAC | 2:1 | 0:3 | 1:0 | 1:0 |     | 0:0 | 0:0 | 1:2 | 1:2 | 3:0 | 4:0 | 2:0 |
| OLI | 1:0 | 3:2 | 0:0 | 0:2 | 1:0 |     | 1:1 | 1:2 | 2:1 | 2:1 | 3:2 | 3:1 |
| RUB | 0:2 | 0:3 | 1:1 | 2:1 | 4:1 | 1:0 |     | 5:0 | 2:1 | 0:0 | 3:1 | 1:1 |
| SOL | 3:1 | 1:2 | 0:1 | 1:4 | 2:5 | 2:1 | 0:1 |     | 1:2 | 1:1 | 1:0 | 1:1 |
| SCO | 2:3 | 1:1 | 1:3 | 0:1 | 1:0 | 0:4 | 2:4 | 2:2 |     | 0:1 | 0:0 | 0:0 |
| SLU | 0:0 | 3:1 | 1:2 | 1:2 | 1:1 | 1:1 | 2:2 | 1:0 | 2:3 |     | 3:3 | 3:3 |
| TAC | 3:0 | 1:2 | 1:4 | 0:4 | 0:3 | 0:4 | 0:1 | 1:1 | 2:2 | 1:2 |     | 2:0 |
| TRI | 0:1 | 1:2 | 0:3 | 1:1 | 0:1 | 0:3 | 1:1 | 2:0 | 1:0 | 2:2 | 0:1 |     |

## Campeón
|                    |
| Guaraní 10º título |

## Máximos goleadores
Fuente
| País                | Jugador                  | Equipo           | Goles |
| ------------------- | ------------------------ | ---------------- | ----- |
| Bandera de Brasil   | Rodrigo Teixeira         | Guaraní          | 16    |
| Bandera de Paraguay | Pablo Zeballos           | Cerro Porteño    | 16    |
| Bandera de Paraguay | Guillermo Beltrán        | Nacional         | 8     |
| Bandera de Paraguay | Nelson "Pipino" Cuevas   | Olimpia          | 8     |
| Bandera de Paraguay | Roberto "Toro" Acuña     | Rubio Ñu         | 7     |
| Bandera de Paraguay | Miguel Cuéllar           | 3 de Febrero     | 7     |
| Bandera de Paraguay | Francisco "Paco" Esteche | Sportivo Luqueño | 7     |
| Bandera de Paraguay | Jonathan Fabbro          | Guaraní          | 7     |
| Bandera de Paraguay | Roberto "Toto" Gamarra   | Libertad         | 7     |

## Público asistente
La tabla siguiente muestra la cantidad de pagantes que acumuló cada equipo en sus respectivos partidos. Se asigna en su totalidad el mismo número de espectadores a ambos protagonistas de un juego. No se computa la entrada de los socios del club.
| Pos. | Equipos             | PJ | As.     |
| ---- | ------------------- | -- | ------- |
| 1.   | Olimpia             | 22 | 219.441 |
| 2.   | Cerro Porteño       | 22 | 151.894 |
| 3.   | Guaraní             | 22 | 50.254  |
| 4.   | Rubio Ñu            | 22 | 35.386  |
| 5.   | 3 de Febrero        | 22 | 35.358  |
| 6.   | Sportivo Luqueño    | 22 | 32.293  |
| 7.   | Nacional            | 22 | 24.555  |
| 8.   | Libertad            | 22 | 24.085  |
| 9.   | Sport Colombia      | 22 | 21.542  |
| 10.  | Sportivo Trinidense | 22 | 18.944  |
| 11.  | Sol de América      | 22 | 17.481  |
| 12.  | Tacuary             | 22 | 17.300  |